# Polyommatus celina
Espèce
Polyommatus celina est une espèce de lépidoptères de la famille des Lycaenidae et de la sous-famille des Polyommatinae.
Cette espèce cryptique a été séparée, à partir des années 2000, de Polyommatus icarus, qu'elle remplace en Afrique du Nord et dans certaines régions du Sud-Ouest de l'Europe.

## Historique
Le taxon celina a été décrit par l'entomologiste français Jules Léon Austaut (en) en 1879 en tant que Lycaena celina,. La localité type est Sidi Bel Abbès, en Algérie.
Ce taxon a longtemps été considéré comme un synonyme ou une sous-espèce nord-africaine de Polyommatus icarus. À partir des années 2000, des études de phylogénie moléculaire ont démontré que Polyommatus celina constitue une espèce distincte de P. icarus, qui n'est pas même son espèce sœur, et que P. celina est aussi présente dans certaines îles ouest-méditerranéennes (où elle remplace P. icarus) et dans la péninsule ibérique (où les deux espèces sont parapatriques et présentent des signes d'introgression).

## Morphologie
Les imagos de Polyommatus celina ont une apparence très proche de ceux de Polyommatus icarus. Les mâles ont tendance à avoir une fine bordure marginale sombre sur le dessus des ailes, que n'a pas P. icarus.

## Distribution géographique
La présence de Polyommatus celina est attestée en Afrique du Nord (Maroc, Algérie et Tunisie), aux îles Canaries, dans le centre et le Sud de l'Espagne continentale, dans les îles Baléares (Minorque et Majorque), en Sardaigne, en Sicile et sur l'île Lipari. 